# Puskás Akadémia FC

Das Logo von vor 2017 das eine schöne Abbildung des Vereinsheims hatte, auch wenn das Dach in Wirklichkeit rot ist

Puskás Ferenc Labdarugó Akadémia, meist nur Puskás Akadémia ist ein ungarischer Fußballverein aus Felcsút, der knapp 1800 Einwohner zählenden Heimatgemeinde von Viktor Orbán. Der Verein spielt derzeit in der Nemzeti Bajnokság, der höchsten ungarischen Liga, und trägt seine Heimspiele in der Pancho Arena aus, die Platz bietet für 4500 Zuschauer. Puskás Akadémia ist die Jugendmannschaft vom Fehérvár FC.

## Geschichte
Puskás Akadémia wurde im Jahre 2005 vom Erstligisten Videoton FC aus Székesfehérvár gegründet, um die vereinseigene Jugendarbeit voranzutreiben. Benannt ist der Verein nach Ferenc Puskás, der wohl größten Fußballlegende Ungarns. Jährlich hält der Verein den Puskás-Cup ab, bei dem sich internationale Jugendmannschaften in Felcsút um den Titelgewinn duellieren.
Puskás Akadémia FC erlebte einen äußerst überraschenden Aufstieg bis hin zum Erstligisten durch einen zweiten Platz in der Nemzeti Bajnokság II 2012/13, einzig hinter Meister Mezőkövesd-Zsóry SE, gegen den man das Endspiel verlor, und in der eigenen Gruppe mit einem luxuriösen Vorsprung von zehn Punkten vor Kozármisleny SE. Damit ist Puskás Akadémia FC die erste Jugendmannschaft überhaupt, die den Sprung in die Erstklassigkeit des ungarischen Fußballs geschafft hat. Mit dem Videoton FC spielt auch der Stammverein in der Nemzeti Bajnokság. Puskás Akademia FC hingegen spielte eine überraschend solide Saison und konnte am Ende der Saison 2013/14 mit einem 14. Platz den sicheren Klassenerhalt feiern. Die größte Überraschung dieser Spielzeit war wohl der 3:1-Heimsieg über den Rekordmeister Ferencváros Budapest am 28. September 2013. Es war erst der zweite Sieg nach neun Spieltagen, was die Überraschung nur umso mehr verdeutlichte.
Auch in der Spielzeit 2014/15 konnte sich Puskás Akadémia mit einem 11. Platz den Klassenerhalt sichern. Dies gelang in der Saison 2015/16 jedoch nicht mehr. Die Liga setzte sich diesmal nur aus zwölf Teilnehmern zusammen. Am vorletzten Spieltag unterlag man dem Zehntplatzierten Vasas Budapest knapp mit 0:1, womit man nicht mehr über Platz 11 hinauskommen und den Abstieg vermeiden konnte. Es gelang zur Saison 2016/17 der direkte Wiederaufstieg als Zweitligameister.
In der Saison 2017/18 überraschte Puskás Akadémia, als man im ungarischen Fußballpokal das Endspiel erreichte. Zuvor hatte man sich unter anderem gegen Zalaegerszegi TE FC, Diósgyőri VTK und Debreceni Vasutas SC durchgesetzt. Im Finale traf man am 23. Mai 2018 in der Groupama Aréna auf Újpest Budapest. Josip Knežević war es, der Puskás Akadémia nach 38 Minuten in Führung brachte. Doch Újpest drehte die Partie in der zweiten Hälfte. Erst versenkte Donat Zsoter einen Strafstoß (55.), anschließend brachte Mijuško Bojović (63.) den Favoriten aus Budapest in Führung. Nur drei Minuten nach dem Tor von Bojović glich Antonio Perošević aus. Sowohl nach 90 als auch nach 120 Minuten Spielzeit blieb es beim Stand von 2:2. Das anschließende Elfmeterschießen gewann aber Újpest mit 4:5. Es handelt sich dennoch um eine der größten Vereinserfolge für Puskás Akadémia. Auch in der Liga wusste man zu überzeugen und belegte Platz 6.
Die Saison 2018/19 verlief weniger erfolgreich aber für eine Nachwuchsmannschaft weiterhin sehr gut. In der Liga belegte man Platz 7, im Pokal erreichte man das Viertelfinale. In der Saison 2019/20, die teilweise durch die COVID-19-Pandemie abgefertigt wurde, kam Puskás Akadémia erneut bis ins Viertelfinale des Pokals. In der Liga belegte man aber einen überraschenden dritten Platz und durfte damit erstmals an den Qualifikationsspielen des Europapokals teilnehmen. In der 1. Qualifikationsrunde der UEFA Europa League 2020/21 bestritt man sein erstes internationales Pflichtspiel auswärts beim schwedischen Verein Hammarby IF. Puskás Akadémia verlor dieses aber mit 0:3 und war sofort ausgeschieden.
In der Saison 2020/21 gelang mit dem zweiten Platz – mit 20 Punkten Rückstand auf Ferencváros – die beste Ligaplatzierung der Vereinsgeschichte. Der Verein nahm daraufhin an der Qualifikation zur UEFA Europa Conference League 2021/22 teil und traf in der ersten Runde auf Inter Turku. Das Hinspiel in Finnland endete mit 1:1 unentschieden, anschließend gewann man mit 2:0 zuhause und gewann damit erstmals ein internationales Pflichtspiel. Weiter ging es gegen den lettischen Vertreter FK RFS, doch gegen diesen verlor man beide Spiele mit 0:3 und 0:2 und schied aus. 
Als Drittplatzierter der Liga-Saison 2021/22 nahm Puskás Akadémia erneut international teil. Diesmal stieg man in Runde 2 der Europa-Conference-League-Qualifikation ein und bekam es dort mit Vitória Guimarães zu tun. Das Hinspiel in Portugal endete mit 0:3, im Rückspiel kam man nicht über ein 0:0 hinaus. Zur Saison 2022/23 konnte man erstmals nach fünf Jahren wieder das Halbfinale des ungarischen Pokals erreichen. Zuvor hatte man unter anderem Újpest im Elfmeterschießen und Debreceni mit 3:1 bezwungen. Im Halbfinale musste man sich Zalaegerszegi mit 0:1 knapp geschlagen geben. Da der Pokalsieger keine Top 3-Platzierung belegte, durfte Puskás Akadémia als Viertplatzierter diesmal nicht international teilnehmen.
In der Saison 2023/24 gelang erneut der dritte Platz. Für die 2. Qualifikationsrunde der UEFA Conference League 2024/25 bekam man den SK Dnipro-1 zugelost. Da dieser aber zuvor bereits seinen Spielbetrieb einstellte, wurden beide Spiele mit 3:0 für Puskás Akadémia gewertet, womit man erstmals in der Vereinsgeschichte die 3. Runde erreicht hat.

## Europapokalbilanz
| Saison  | Wettbewerb                    | Runde                  | Gegner            | Gesamt          | Hin     | Rück          |
| ------- | ----------------------------- | ---------------------- | ----------------- | --------------- | ------- | ------------- |
| 2020/21 | UEFA Europa League            | 1. Qualifikationsrunde | Hammarby IF       | 0:3             | 0:3 (A) | 0:3 (A)       |
| 2021/22 | UEFA Europa Conference League | 1. Qualifikationsrunde | FC Inter Turku    | 3:1             | 1:1 (A) | 2:0 (H)       |
| 2021/22 | UEFA Europa Conference League | 2. Qualifikationsrunde | FK RFS            | 0:5             | 0:3 (A) | 0:2 (H)       |
| 2022/23 | UEFA Europa Conference League | 2. Qualifikationsrunde | Vitória Guimarães | 0:3             | 0:3 (A) | 0:0 (H)       |
| 2024/25 | UEFA Conference League        | 2. Qualifikationsrunde | SK Dnipro-1       | 6:0 1           | 3:0 (A) | 3:0 (H)       |
| 2024/25 | UEFA Conference League        | 3. Qualifikationsrunde | FC Ararat-Armenia | 4:3             | 1:0 (A) | 3:3 (H)       |
| 2024/25 | UEFA Conference League        | Play-offs              | AC Florenz        | 4:4 (4:5 i. E.) | 3:3 (A) | 1:1 n. V. (H) |
| 2025/26 | UEFA Conference League        | 2. Qualifikationsrunde | Aris Limassol     | 2:5             | 2:3 (A) | 0:2 (H)       |

Gesamtbilanz: 13 Spiele, 2 Siege, 5 Unentschieden, 6 Niederlagen, 13:24 Tore (Tordifferenz −11) 2

## Aktueller Kader 2025/26
Stand: August 2025
| Nr. |            | Position | Name               |
| --- | ---------- | -------- | ------------------ |
| 6   | Kap Verde  | MF       | Laros Duarte       |
| 7   | Ghana      | ST       | Joel Fameyeh       |
| 8   | Ungarn     | ST       | Dániel Lukács      |
| 9   | Gambia     | ST       | Lamin Colley       |
| 10  | Ungarn     | ST       | Palkó Dárdai       |
| 14  | Polen      | AB       | Wojciech Golla     |
| 16  | Finnland   | MF       | Urho Nissilä       |
| 17  | Tschechien | AB       | Patrizio Stronati  |
| 19  | Ukraine    | MF       | Artem Favorov      |
| 20  | Finnland   | ST       | Mikael Soisalo     |
| 21  | Armenien   | AB       | Georgi Harutjunjan |
| 22  | Ungarn     | AB       | Roland Szolnoki    |
| 23  | Schweiz    | AB       | Quentin Maceiras   |
| 24  | Ungarn     | TW       | Tamás Markek       |

| Nr. |         | Position | Name                     |
| --- | ------- | -------- | ------------------------ |
| 25  | Ungarn  | AB       | Zsolt Nagy               |
| 33  | England | AB       | Brandon Ormonde-Ottewill |
| 44  | Ungarn  | MF       | Szabolcs Dusinszki       |
| 57  | Ungarn  | TW       | Martin Dala              |
| 66  | Ungarn  | AB       | Ákos Markgráf            |
| 76  | Ungarn  | AB       | Barna Pál                |
| 77  | Ungarn  | ST       | Kevin Mondovics          |
| 88  | Ungarn  | MF       | Bence Vékony             |
| 90  | Ungarn  | ST       | András Németh            |
| 96  | Ungarn  | AB       | Roland Orján             |
| 99  | Ungarn  | ST       | Zoárd Nagy               |
| 99  | Ungarn  | ST       | Zalán Kerezsi            |
|     | Ungarn  | TW       | Péter Szappanos          |
|     | Israel  | MF       | Moshe Semel              |

## Trainer
- Robert Jarni (2015–2016)

## Erfolge
- Ungarischer Pokalfinalist: 1× (2017/18)
- Aufstieg in die Nemzeti Bajnokság: 2× (2012/13, 2016/17)